# Isatis arnoldiana
Isatis arnoldiana är en korsblommig växtart som beskrevs av Nikolaj Adolfovitj Busj. Isatis arnoldiana ingår i släktet vejdar, och familjen korsblommiga växter. Inga underarter finns listade i Catalogue of Life.